# Wieża obronna

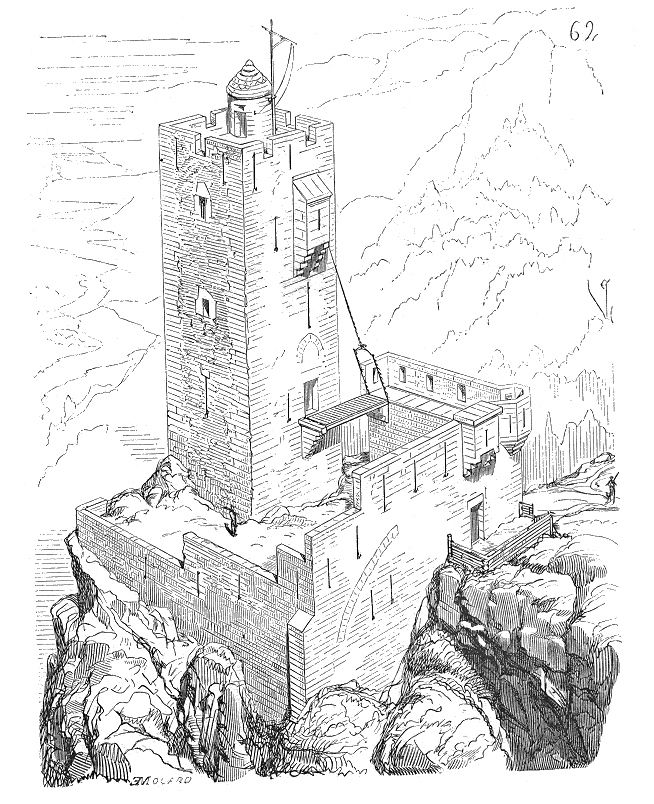
Wieża obronna

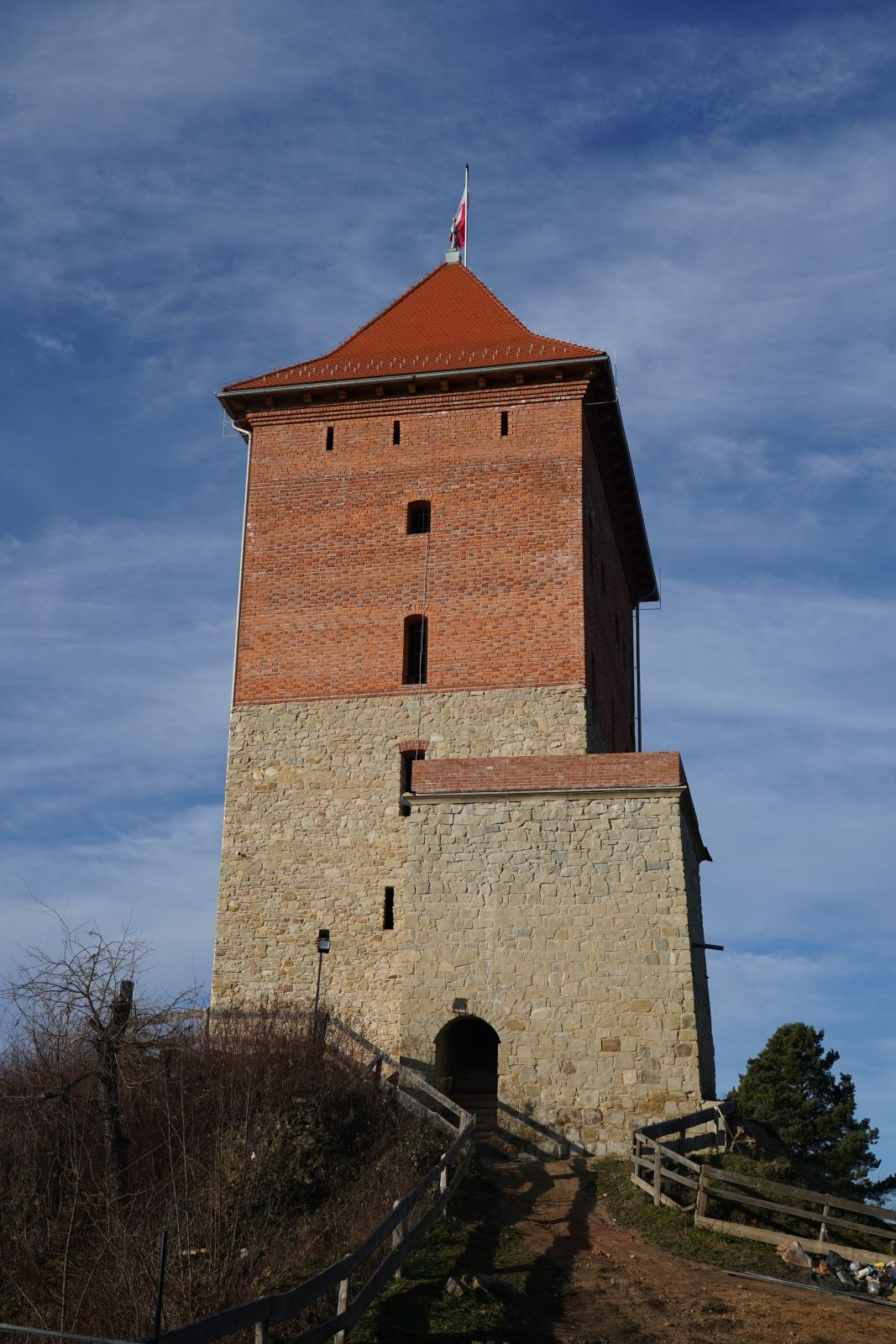
Wieża zamku w Melsztynie

Wieża obronna – wieża służąca jako element fortyfikacji, mogąca też pełnić samodzielne funkcje obronne. Wieże wznoszono z drewna lub murowano, na rozmaitych planach (kwadratowych, wielokątnych, okrągłych). Obiekty te służyły do obrony czołowej (czyli prowadzenia ostrzału na wprost) i pionowej (z góry w dół).
Podobną w formie fortyfikacją jest baszta, jednak w przeciwieństwie do wieży, będąca zawsze integralnie związana z obwodem obronnym (np. murem obronnym).
Budowle obronne w postaci wież są znane od bardzo dawnych czasów, jak np. pochodzące z epoki żelaza szkockie brochy. 
Specyficzne, w szczególności dla fortyfikacji średniowiecznej, typy wież to:
- donżon – wieża obronna zamieszkiwana podczas pokoju;
- stołp – wieża obronna niezamieszkiwana podczas pokoju, tzw. wieża ostatecznej obrony[1];
- strażnica – element stałej fortyfikacji, w formie wolnostojącej wieży.

W fortyfikacji późnośredniowiecznej i nowożytnej pojawia się wieża artyleryjska, wyposażona w jedną lub więcej działobitnię. Wieże takie mogły być elementami systemu obronnego lub samodzielnymi dziełami, przystosowanymi do obrony okrężnej. Szczególnymi typami są:
- Wieża Martello;
- Wieża Montalemberta;
- Wieża maksymiliańska[1].